# دايو وونغ
دايو وونغ (بالصينية: 黃子華) هو مغني وكاتب سيناريو وكاتب ومخرج وممثل صيني، ولد في 5 سبتمبر 1960 في هونغ كونغ في الصين.

## وصلات خارجية
- دايو وونغ على موقع IMDb (الإنجليزية)
- دايو وونغ على موقع ميوزك برينز (الإنجليزية)
- دايو وونغ على موقع قاعدة بيانات الفيلم (الإنجليزية)